# Comitato Giovani Sordi Italiani
Das Comitato Giovani Sordi Italiani (kurz CGSI, Italienisches Komitee gehörloser Jugendlicher) ist eine Jugendorganisation der italienischen Gehörlosengemeinschaft. Es wurde am 14. Mai 1994 in Aosta auf Wunsch junger gehörloser Italiener gegründet. Es handelt sich um den Jugendverband, der zur Ente nazionale sordi (ENS) gehört.

## Geschichte
Die Idee stammt von Francesco Piccigallo, der bereits seit 1992 das Comitato Giovani Sordi Italiani förderte. Vor der Gründung des CGSI gab es in Italien in einigen Provinzsektionen der ENS Gruppi Giovanili Sordomuti, die damals auf verschiedene italienische Provinzsektionen aufgeteilt waren. Der erste Name der Jugendbewegung von 1980 bis 1992 war: Gioventù Silenziosa d’Italia.

## Struktur
Heute gibt es 19 Regionalkomitees. Die Vertretungen aus dem Aostatal und den beiden autonomen Provinzen Bozen - Südtirol und Trient besitzen keine eigenen Regional- oder Provinzkomitees, da sie per Statut dem nationalen Verband angehören. Es gibt ungefähr 100 Provinzkomitees und 10 Stadtkomitees.

## Satzung
Minderjährige von 0 bis 17 Jahren werden von ihren Familien delegiert. 18- bis 35-Jährige gelten gemäß der Satzung als Erwachsene, die für die Aktivitäten des CGSI verantwortlich sind. Das CGSI befasst sich mit gehörlosen jungen Menschen im Alter von 0 bis 35 Jahren, schließt jedoch Aktivitäten nicht aus, die für alle gehörlosen Menschen interessant sind.

## CGSI-Ziele
- Fördert das Image junger Gehörloser im Hinblick auf eine positive Integration in die Gesellschaft auf politischer, kultureller und sozialer Ebene;
- Fördert soziokulturelle und Freizeitinitiativen auf nationaler und internationaler Ebene;
- Fördert das Wachstum, die volle Selbstständigkeit sowie die schulische, berufliche, berufliche und soziale Integration von Gehörlosen;
- Schützt und fördert die Gehörlosenkultur, die Italienische Gebärdensprache (LIS), den Bilingualismus und unterstützt die ENS in ihrem Kampf um die Anerkennung der LIS;
- Koordiniert die italienischen Comitati Giovani Sordi Italiani auf Provinz- und Regionalebene und fördert die Aktivierung ihrer peripheren Vertretungen;
- Arbeitet mit EUDY und WFDYS zusammen.

Unterstützt die ENS-Zentrale in organisatorischen Belangen.

## Liste der Präsidenten
- Francesco Piccigallo (kommissarischer Präsident; von 1992 bis 1994)
- Vannina Vitale (von 1994 bis 1996)
- Riccardo Ferracuti (von 1996 bis 2001)
- Beatrice D’Aversa (von 2001 bid 2003)
- Roberto Petrone (von 2003 bis 2007)
- Raffaele Angelo Cagnazzo (von 2007 bis 2011)[4]
- Laura Caporali (von 2011 bis 2013)[5]
- Antonio Ciavarella (von 2013 bis 11. Januar 2014)[6]
- Gianteodoro Pisciottani (von 2014 bis 2016)[5]
- Katia Bugé (2016–2018)
- Gianluca Grioli (2018–2021)
- Yuri Daniele Di Stefano (seit 2021)[7]

## Nationale Sekretäre
- Angela Buta (2007–2011)
- Alberto Barbadoro (2014–2015)
- Alessandro Abbate (2015–2018)
- Maria Chiara Aliperti (2018–2021)
- Laura De Negri (seit 2021)